# Enravota de Bulgària
Enravota, en ciríl·lic Енравота, Voin (Воин, "guerrer"), Boyan o Bojan o Boian (Боян) fou un príncep búlgar. Venerat com a sant per l'Església Ortodoxa, és el primer sant búlgar.

## Biografia
Enravota era el fill gran del kan Omurtag, sobirà del Primer Imperi de Bulgària i germà de Malamir de Bulgària, que succeí el seu pare en el tron el 831. Probablement, Enravota fou desposseït dels seus drets pel seu suport al cristianisme, que els boiars consideraven perillós. Poc després, ja mort el seu pare, Enravota va demanar al rei, son germà, que alliberés un captiu romà d'Orient cristià que Omurtag havia empresonat, el bisbe Kinam. Els sermons del captiu havien persuadit Enravota per a convertir-se i fer-se batejar, prenent el nom de Boyan.
Assabentat, Malamir ho va considerar una traïció i va intentar que Enravota renunciés al cristianisme, però no va tenir èxit; llavors el va fer matar, cap al 833. En morir, Boyan va predir la consolidació del cristianisme al seu país.
També s'ha insinuat que Enravota va voler conspirar contra Malamir i que, descobert, fou executat.

## Veneració
Fou considerat màrtir i sant per l'Església Ortodoxa. Teofilacte d'Ocrida en va escriure la vida, i aquesta biografia és la font fonamental per conèixer-lo. L'Església Ortodoxa Búlgara el celebra el 28 de març.